# Eva Lund
Eva Lund, född Eriksson 1 maj 1971 i Upplands Väsby, är en svensk curlingspelare. Hon var vicekapten och trea i Anette Norbergs lag från Härnösands CK, som vann VM-guld 2005 och 2006 samt OS-guld 2006 och 2010. Hon är gift med lagets coach Stefan Lund som sedan 2012 är generalsekreterare i Svenska Curlingförbundet.
Efter elitkarriären har Lund bland annat varit expertkommentator för Sveriges Television vid curlingsändningar från internationella mästerskap och den så kallade SM-veckan.